# Action des travailleurs et des chômeurs
 (janvier 2019).
Si vous disposez d'ouvrages ou d'articles de référence ou si vous connaissez des sites web de qualité traitant du thème abordé ici, merci de compléter l'article en donnant les références utiles à sa vérifiabilité et en les liant à la section « Notes et références ».
Action des travailleurs et des chômeurs (Workers and Unemployed Action, WUA) (irlandais : Grúpa Gníomhaíochta na n-Oibrithe) est un parti politique irlandais basé à Clonmel, dans le sud du comté de Tipperary. Il est créé en 1985 par Séamus Healy (en). En 2019, WUA a un député au parlement irlandais.
Healy (en) se présente aux élections générales de 2020 en tant que candidat indépendant, plutôt que sous l'étiquette du WUA.